# Şehzadebaşı
Şehzadebaşı è un quartiere (in turco semt) del distretto di Fatih, nella parte europea di Istanbul. Sebbene i suoi confini esatti non possano essere tracciati in quanto si tratta di un quartiere, amministrativamente copre una parte delle mahalle di Kemalpaşa e Kalenderhane. È un centro molto trafficato per la sua vicinanza ai quartieri di Saraçhane, Vezneciler e Unkapanı. 

## Monumenti e luoghi di interesse
Ospita la Moschea di Sehzade, una delle prime opere di Mimar Sinan.

## Trasporti
Il quartiere è servito dalla linea M2 della metropolitana, entrata in servizio nel marzo 2014, con fermata a Vezneciler.